# ダイダラボッチ (端脚類)
ダイダラボッチ（Alicella gigantea）は、深海に棲息するヨコエビ類（端脚目）の一種。端脚目における最大種である。1種のみでAlicella属を構成する。かつてフトヒゲソコエビ科に含められていたが、科の細分化に伴いダイダラボッチ科に移された。

## 名称
属名 Alicella は、タイプ標本の採集に寄与した調査船「プリンセス・アリス号」にちなむ。この船は海洋学者でもあるモナコ公アルベール1世の所有で、配偶者であるアリス・エーヌから命名された。
和名はヨコエビ研究者の石丸信一による。「ダイダラボッチ」は日本の伝承に登場する巨人の名である。

## 分布
太平洋および北大西洋。主に水深4,000 - 7,000 m（メートル）の無光層下部に棲息。1,720 mから発見されたこともある。日本では小笠原沖から報告がある。広範な分布をもち、その生息域は世界の海洋の59%に及ぶ可能性が指摘されているが、遺伝的には均質で全球的に活発な遺伝的交流が行われているとされている。

## 生態
深海域に棲み、腐肉食性。捕食者としてはヨロイダラ Coryphaenoides armatusが知られる。また、海面に浮いてきた死骸をクロアシアホウドリ Diomedea nigripesが摂食することがある。

## 形態

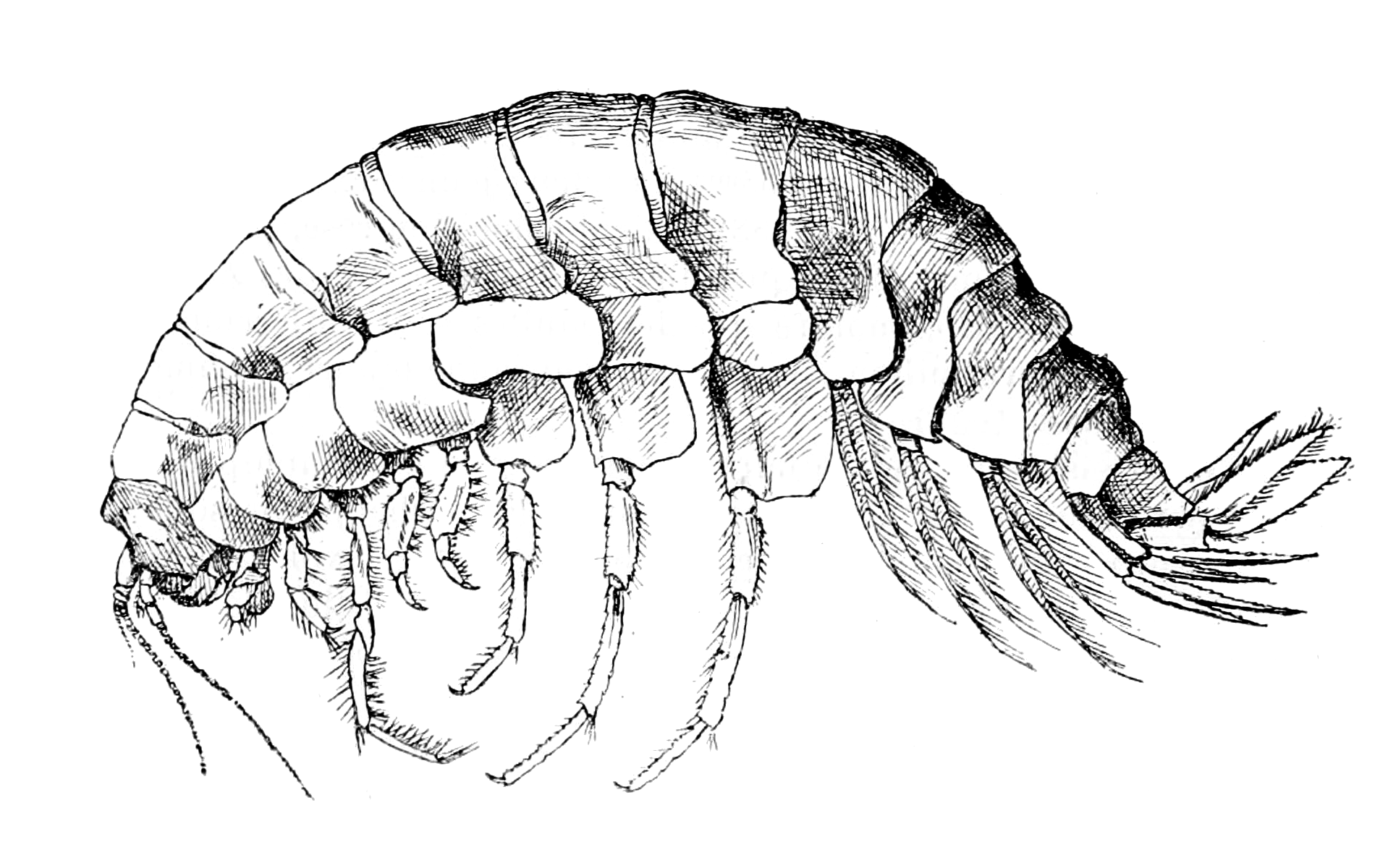

- タイプ標本の体長は140 mm（ミリメートル）。体長340 mmに達する個体も報告がある[6]。この巨大な体躯は主にクサウオ類による捕食を回避するのに役立っているとされる[5]。
- 目は黄色で固定後には不明瞭となる。全身は淡褐色。第1咬脚は単純形で第5節（腕節）および第6節（前節）は細長い。性的二形はみとめられない[9]。
- 胸脚の各節は細長い。尾肢は槍状に伸長する。
- 大顎臼歯部は単純形。右大顎の可動葉は二股。第1小顎の内葉に多数の剛毛を具える。第1腹節の背面はやや隆起するがトゲ状にならない。

### 巨大化現象
- いくつもの大型種が知られる深海性ヨコエビの中でも、本種の体サイズは群を抜いて大きいことが知られている。
- 第2 - 7胸脚に鰓を具え、このうち第5および第6胸脚の鰓は表面に突起をもつ。これは溶存酸素に乏しい深海において効率的に酸素を採り入れるための適応とみられ、巨大化の要因とも考えられている[5]。
- ゲノムサイズは近縁の深海性ヨコエビより大きく34.79 pg（ピコグラム） (34.02 Gb[注釈 1])と見積もられており、これが巨大化に関係しているとの指摘がある[10]。
- 消化酵素や細胞の成長など身体の生育に関わる7つの領域において、他種にみられない塩基置換が指摘されており、これが巨大化に寄与しているものと推測されている[11]。